# Nicolaes Tulp

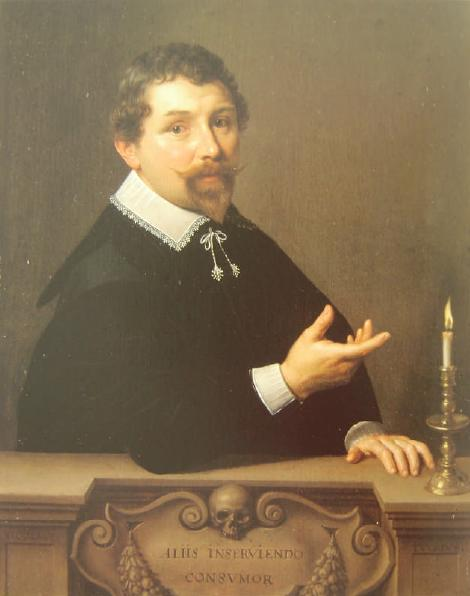
Nicolaes Tulp door Nicolaes Eliasz. Pickenoy (1633)

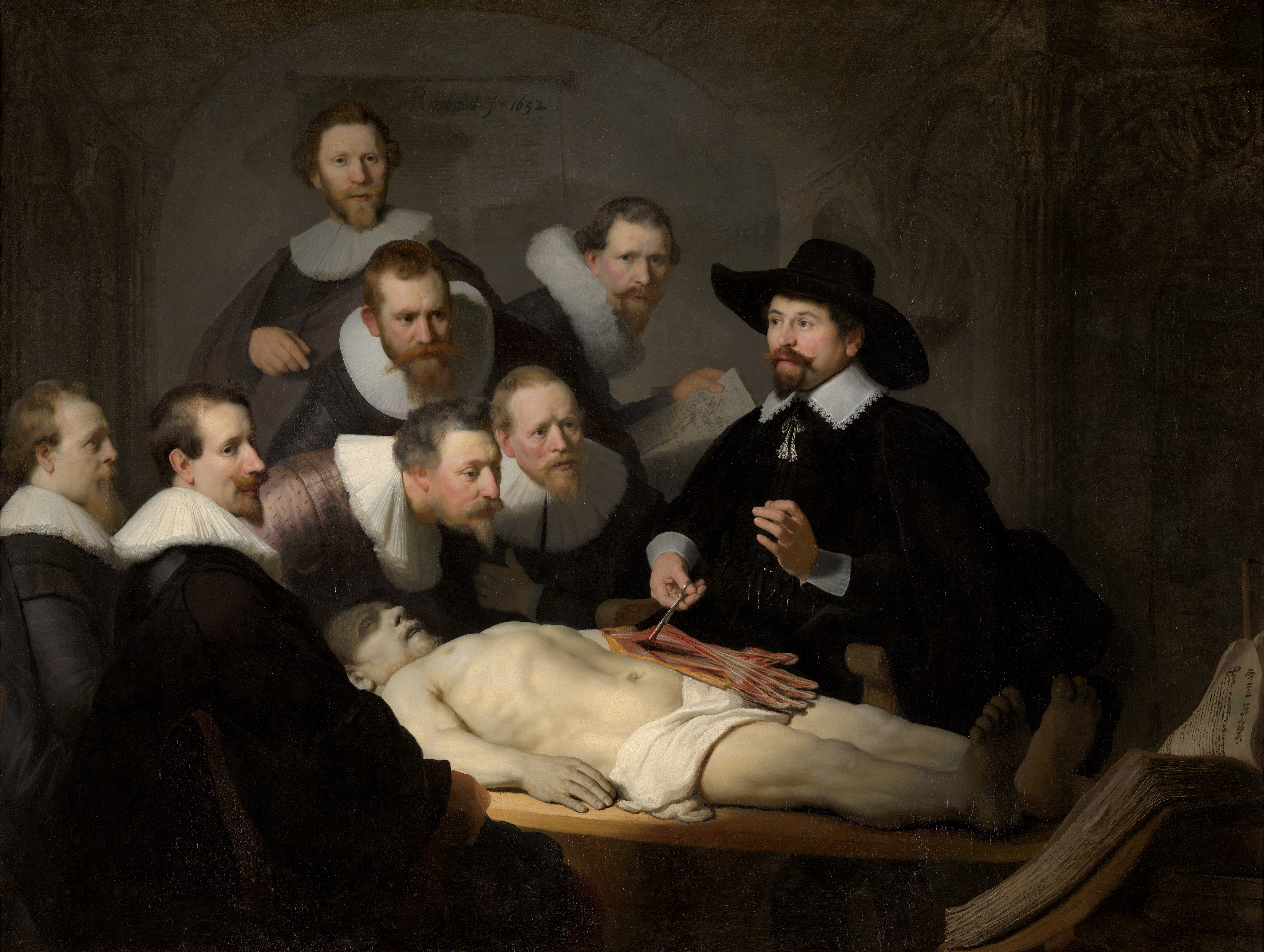
De anatomische les van Dr. Nicolaes Tulp, door Rembrandt van Rijn

Dr. Nicolaes (Claes Pieterszoon) Tulp (Amsterdam, 9 oktober 1593 – aldaar, 12 september 1674) was een van de beroemdste artsen uit de 17e eeuw en burgemeester van Amsterdam.

## Biografie

### Jonge jaren
Nicolaes Tulp werd in Amsterdam geboren als Claes Pieterszoon. Zijn familie kwam uit de Zaanstreek. In 1611 vertrok hij naar Leiden om daar geneeskunde te studeren; hij promoveerde daar op 30 september 1614 op 24 stellingen. Vervolgens keerde hij terug om zich in Amsterdam als medicinae doctor te vestigen. In 1617 trad hij in het huwelijk met Eva Egbertsdr. van der Voech (1593-1628). Toen hij in 1622 schepen werd van de stad, koos hij als wapen voor zijn schepenzegel een tulp. Het motief gebruikte hij ook op het uithangbord aan zijn huis (op Keizersgracht 210). Rond dezelfde tijd liet hij zijn naam veranderen naar Nicolaes Tulp.

### Medische carrière
Tulp was al snel een veelgevraagd geneesheer en om zijn vele patiënten te bezoeken, in het bezit van een koetsje met daarop ook een afbeelding van een tulp. Daarnaast was hij actief in het stadsbestuur. Zijn dubbele posities als arts en politicus maakten dat hij veel invloed had.
In 1628 werd Tulp benoemd tot praelector anatomiae (voorlezer in de anatomie) van het chirurgijnsgilde. Dat college vergaderde in de Pietershal, de voormalige kapel van het Pietersklooster aan de Nes. Later betrok het gilde een speciale snijzaal in de Waag op de Nieuwmarkt. Elke winter gaf Tulp hier lessen in anatomie en ontleding van het menselijk lichaam. Om dit wettelijk te mogen doen, mocht hij alleen lijken gebruiken van opgehangen criminelen. In deze functie werd hij in 1632 afgebeeld door Rembrandt op diens 'De anatomische les van Dr. Nicolaes Tulp'.
In 1636 nam Tulp het initiatief voor een receptenboek of Farmacopee voor apothekers waarin een standaardisering voor de samenstelling en doseringen van verschillende medicijnen werd opgenomen. Dankzij nieuwe handelsroutes hadden apothekers in Amsterdam namelijk toegang tot meer kruiden en specerijen uit het oosten. Bovendien was Tulp geschrokken door het feit dat er veel waardeloze anti-pest geneesmiddelen in omloop waren. Dit boek, de 'Pharmacopoea Amstelredamensis', werd al snel verplichte lectuur voor apothekers, en het apothekersgilde gebruikte het boek als basis om een examen te maken dat nieuwe apothekers af moesten leggen alvorens een zaak te mogen openen.
Tulp bleek ook een goed psycholoog te zijn, blijkens zijn bevindingen van een placebo-effect. Opvallend in het boek is zijn beschrijving van de sectie op het lichaam van een ‘Indische Satyr’: de Borneose orang-oetan.

### Observationes Medicae

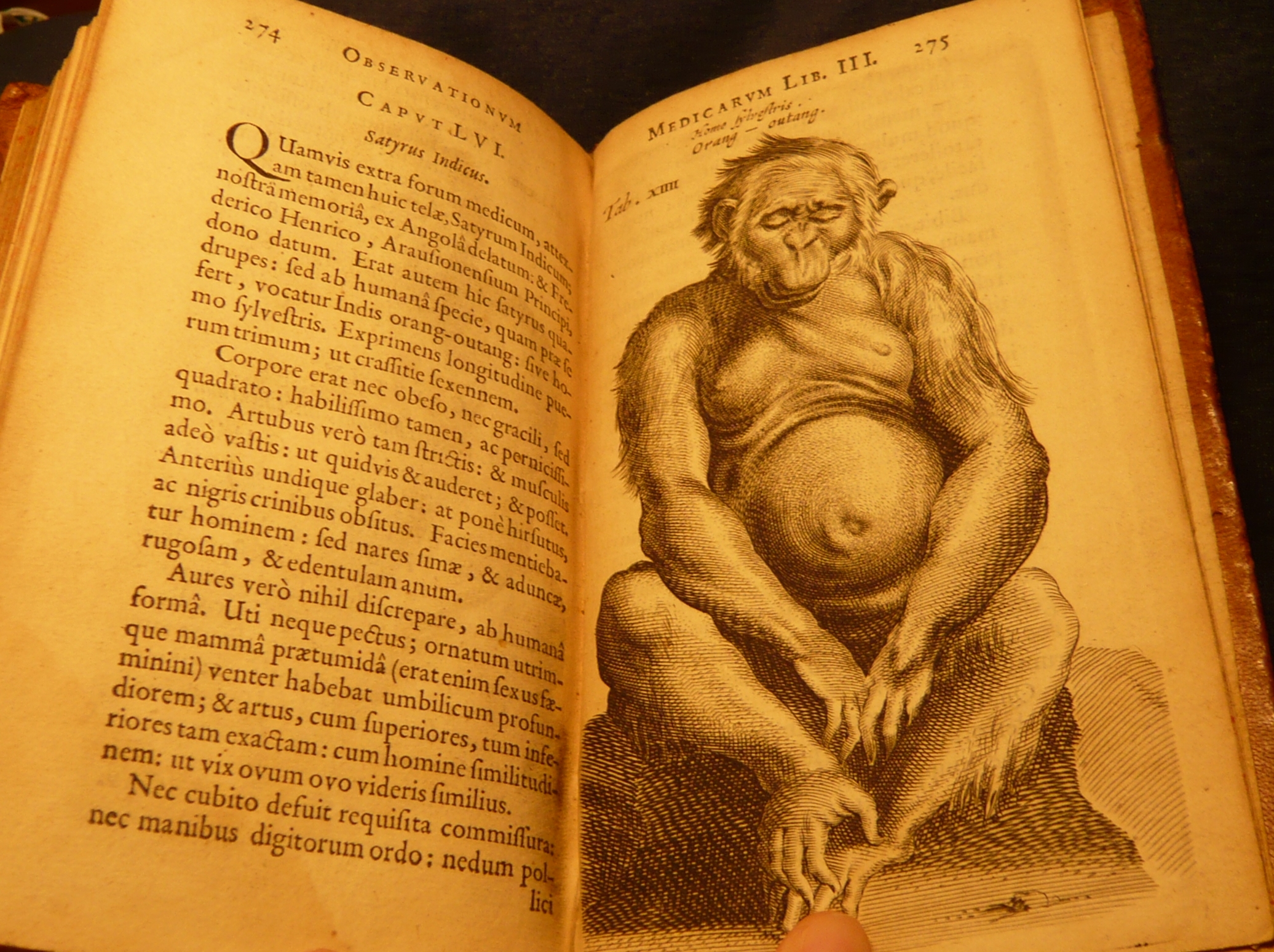
Een pagina uit de Observationes Medicae, met daarin een van de oudste Europese tekeningen van een orang-oetan

Tulps invloedrijkste werk op medisch gebied publiceerde hij in 1641: zijn Observationes Medicae. Hij schetste hierin uitvoerig 231 ziekte- en sterfgevallen. Hij beschreef bijvoorbeeld de toestand van de longen van een lichaam waarop hij sectie had verricht en legde, voor zover bekend, als eerste medicus de link tussen roken en de mogelijk negatieve effecten ervan op de longen.
Tulp schreef de eerste versie voor zijn zoon, die net was afgestudeerd in Leiden. Hij schreef het boek in het Latijn, een taal die de meeste mensen niet konden lezen, om te voorkomen dat mensen zelf op basis van zijn boek hun ziekte zouden gaan proberen te behandelen. Het boek bevat ook anatomische tekeningen van dieren die door de VOC werden meegenomen uit onder andere India en Afrika. Verder bevat het een reeks verhalen over medische operaties, waaronder het verhaal van Jan de Doot, die een blaassteen bij zichzelf zou hebben verwijderd.
Het boek werd in 1652 herdrukt door Lodewijk Elzevier.

### Burgemeester
In 1652 besloot Nicolaes Tulp definitief afscheid te nemen van zijn functie als arts. Zijn werkzaamheden werden steeds moeilijker te combineren met zijn werk voor het stadsbestuur. Twee jaar later werd hij voor de eerste keer burgemeester van Amsterdam, er zouden nog drie ambtstermijnen volgen. Onder zijn beheer werkte Artus Quellinus aan het beeldhouwwerk van het Amsterdamse stadhuis, het tegenwoordige Paleis op de Dam. Ook haalde hij Paulus Potter naar Amsterdam, die zijn zoon Dirck Tulp portretteerde. Zijn dochter Margaretha, uit zijn tweede huwelijk met Margaretha Pietersdr. de Vlaming van Outshoorn, trouwde in 1655 met Jan Six.
Tulp stond bekend als een steile calvinist. Hij verbood al te uitbundige huwelijkspartijen in een tijd toen Amsterdam geplaagd werd door de pest. In 1672 hield Tulp een feestje vanwege het 50-jarig ambtsjubileum in de raad van Amsterdam. Het feest vond plaats in een tent in de tuin achter zijn huis, met veel toespraken en gedichten. Toen er kritiek kwam, haastte Tulp zich te verklaren dat men van houten borden had gegeten, melk had gedronken en dat het menu uit stokvis, sla, haring en andere Hollandse gerechten had bestaan. In 1673 werd Tulp benoemd tot Gecommitteerde Raad in Den Haag. Nicolaes Tulp overleed in 1674 en werd begraven in de Nieuwe Kerk in Amsterdam.

## Eerbetoon
In Amsterdam is het Professor Tulpplein (Sarphatibuurt) en de Tulpbrug naar hem genoemd; in Amstelveen heette het ziekenhuis eerst 'Nicolaes Tulpziekenhuis', nu Ziekenhuis Amstelland. In 2017 is daar als eerbetoon de poliklinische apotheek ‘Nicolaes Tulp’ naar hem vernoemd. Bij de opening van het academisch jaar op 3 september 2013 heeft het gebouw van de faculteit Gezondheid van de Hogeschool van Amsterdam op Tafelbergweg 51 de naam Nicolaes Tulphuis gekregen.